# Antoine Griezmann
Antoine Griezmann (Mâcon, 21 maart 1991) is een Frans voetballer die doorgaans als spits speelt voor Atlético Madrid. Griezmann debuteerde in 2014 in het Frans voetbalelftal, waarmee hij in 2018 het WK won.

## Clubcarrière

### Real Sociedad
Griezmann verliet op dertienjarige leeftijd zijn geboortestad Mâcon voor het Baskische San Sebastian. Hij ging overdag naar school in Bayonne en trainde 's avonds in San Sebastian. In het seizoen 2009/10 werd hij op voorspraak van de Uruguayaanse trainer Martín Lasarte bij het eerste elftal gehaald. Op 2 september 2009 maakte Griezmann zijn debuut voor Real Sociedad, in de Copa del Rey tegen Rayo Vallecano. Vier dagen later maakte hij zijn competitiedebuut, tegen Real Murcia. Op 27 september 2009 startte hij voor het eerst in de basis, tegen SD Huesca, en bedankte hij zijn coach voor het vertrouwen met een doelpunt. Ook tegen Hércules CF, Recreativo Huelva, Cádiz en Numancia vond hij de weg naar het doel. Griezmann vormde in de spits een koppel met Carlos Bueno. Mede dankzij de sterke prestaties van Griezmann werd Real Sociedad kampioen in de Segunda División en promoveerde het naar de Primera División. Op 8 april 2010 tekende hij een nieuw vijfjarig contract. In dat contract was een opstapclausule opgenomen waarin eventueel geïnteresseerde clubs 30 miljoen euro moesten betalen wilden zij Griezmann losweken.
Op 1 juni 2013 won Real Sociedad op de laatste speeldag van het seizoen uit bij Deportivo la Coruña. Omdat Valencia CF uit verloor bij Sevilla FC, wipte Real Sociedad over Valencia CF naar de vierde plaats. Daardoor mocht Real Sociedad in het seizoen 2013/14 aan de voorrondes van de Champions League deelnemen. De Basken haalden uiteindelijk de poulefase van de Champions League, waarin ze als laatsten eindigde in een groep met Manchester United, Bayer Leverkusen en Sjachtar Donetsk.

### Atlético Madrid
Na zijn seizoenen bij Real Sociedad, kwam hij in juli 2014 voor €35.000.000 over naar Atlético Madrid. Daarvoor maakte hij zijn debuut tegen VfL Wolfsburg. Griezmann speelde op 28 mei 2016 met Atlético Madrid de finale van de Champions League 2015/16, tegen Real Madrid (1-1 na de reguliere speeltijd en verlengingen, 5-3 verlies na strafschoppen). Griezmann miste in de tweede helft een penalty. In de beslissende strafschoppenserie schoot hij wel raak.
Griezmann maakte in het seizoen 2016/17 de meeste speelminuten in de vijf grote voetballanden in Europa (Frankrijk, Spanje, Italië, Engeland en Duitsland). Volgens Sporza kwam de Franse international 5454 minuten (90 uur en 54 minuten) in actie. Hij speelde 63 wedstrijden voor club en vaderland. Na afloop van het seizoen 2016/17 werd Griezmann als een van de achttien spelers opgenomen in het sterrenteam van de UEFA Hij verlengde op 13 juni 2017 zijn contract bij Atlético Madrid tot medio 2022. Daarmee won hij dat jaar de Europa League. Hij scoorde tijdens dat toernooi zes keer en maakte in de met 3–0 gewonnen finale tegen Olympique Marseille zowel de 1–0 als de 2–0.

### FC Barcelona
Griezmann verruilde Atlético Madrid in juli 2019 voor FC Barcelona. Hij kende daar aanpassingsproblemen en moest wennen aan een nieuwe positie. De Spaanse krant Diario Sport had inzage in het contract dat Griezmann in 2019 tekende bij Barcelona. De Fransman zou een jaarsalaris gaan verdienen van 17 miljoen euro per jaar, oplopend met een miljoen euro per jaar tot 21 miljoen in 2024. Tijdens zijn periode bij Barcelona, ontstonden er geruchten dat Messi en Griezmann elkaar niet konden luchten. Tijdens een interview met Movistar, liet Griezmann weten dat hij en Messi geen problemen met elkaar hebben en soms maté met elkaar drinken.
Griezmann die de globale ambassadeur was voor Huawei, verbrak in 2020 hun samenwerking. Dit nadat Huawei betrokken zou zijn bij het controleren & traceren van Oeigoeren (Een minderheidsgroep die onderdrukt wordt in China).
Op 17 april 2021 wist Griezmann de Copa del Rey te winnen met FC Barcelona.

### Atlético Madrid
Op 1 september 2021 kondigde Atletico Madrid de terugkeer van Griezmann aan. Hij vertrekt op leenbasis naar zijn oude club. In principe bedraagt de leen-deal een jaar, maar deze kan worden verlengd met nog een jaar. Atletico Madrid heeft een verplichte koopoptie van 40 miljoen + 10 miljoen aan bonussen. In juli 2022 werd bekend dat Atlético Madrid gebruikt maakt van de optie, ze lenen Griezmann voor nog een jaar. Op 10 oktober maakte Atlético Madrid bekend, Griezmann definitief te hebben overgenomen voor 20 miljoen + 4 miljoen euro aan bonussen. Hij tekende tot medio 2026.

## Clubstatistieken
| Seizoen | Club              | Competitie       | Competitie | Competitie | Beker | Beker | Europa | Europa | Totaal | Totaal |
| Seizoen | Club              | Competitie       | Wed.       | Dlp.       | Wed.  | Dlp.  | Wed.   | Dlp.   | Wed.   | Dlp.   |
| ------- | ----------------- | ---------------- | ---------- | ---------- | ----- | ----- | ------ | ------ | ------ | ------ |
| 2009/10 | Real Sociedad     | Segunda División | 39         | 6          | 1     | 0     | –      | –      | 40     | 6      |
| 2010/11 | Real Sociedad     | Primera División | 37         | 7          | 2     | 0     | –      | –      | 39     | 7      |
| 2011/12 | Real Sociedad     | Primera División | 35         | 7          | 3     | 1     | –      | –      | 38     | 8      |
| 2012/13 | Real Sociedad     | Primera División | 34         | 10         | 1     | 1     | –      | –      | 35     | 11     |
| 2013/14 | Real Sociedad     | Primera División | 35         | 16         | 7     | 3     | 8      | 1      | 50     | 20     |
| 2014/15 | Atlético Madrid   | Primera División | 37         | 22         | 7     | 1     | 9      | 2      | 53     | 25     |
| 2015/16 | Atlético Madrid   | Primera División | 38         | 22         | 3     | 3     | 13     | 7      | 54     | 32     |
| 2016/17 | Atlético Madrid   | Primera División | 36         | 16         | 5     | 4     | 12     | 6      | 53     | 26     |
| 2017/18 | Atlético Madrid   | Primera División | 32         | 19         | 3     | 2     | 14     | 8      | 49     | 29     |
| 2018/19 | Atlético Madrid   | Primera División | 37         | 15         | 2     | 2     | 8      | 4      | 47     | 21     |
| 2019/20 | FC Barcelona      | Primera División | 35         | 9          | 4     | 4     | 9      | 2      | 48     | 15     |
| 2020/21 | FC Barcelona      | Primera División | 36         | 13         | 8     | 5     | 7      | 2      | 51     | 20     |
| 2021/22 | FC Barcelona      | Primera División | 3          | 0          | 0     | 0     | 0      | 0      | 3      | 0      |
| 2021/22 | → Atlético Madrid | Primera División | 26         | 3          | 1     | 1     | 9      | 4      | 36     | 8      |
| 2022/23 | Atlético Madrid   | Primera División | 38         | 15         | 4     | 0     | 6      | 1      | 48     | 16     |
| 2023/24 | Atlético Madrid   | Primera División | 33         | 16         | 5     | 2     | 10     | 5      | 48     | 24     |
| Totaal  | Totaal            | Totaal           | 531        | 196        | 56    | 29    | 105    | 43     | 693    | 268    |

## Interlandcarrière

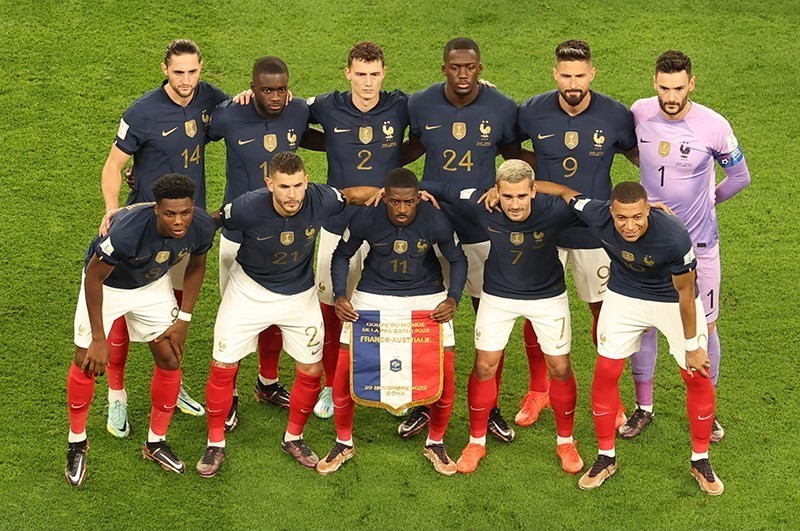
Griezmann (onderaan, tweede van rechts) met het Frans voetbalelftal op het WK 2022 in Qatar

Griezmann kwam tien keer uit voor Jong Frankrijk, waarin hij driemaal tot scoren kwam. In november 2012 werd Griezmann geschorst tot 31 december 2013 om disciplinaire redenen.
Op 5 maart 2014 debuteerde hij voor Frankrijk in de vriendschappelijke interland tegen Nederland. Hij startte in de basiself en werd na 68 minuten vervangen door Loïc Rémy. Frankrijk won de oefeninterland met 2–0 na doelpunten van Karim Benzema en Blaise Matuidi. Op 1 juni 2014 maakte hij in de oefeninterland tegen Paraguay als invaller na 82 minuten het openingsdoelpunt in de Allianz Riviera in Nice. Enkele minuten later kwamen de Paraguayanen op gelijke hoogte via Víctor Cáceres, die daarmee ook de eindstand bepaalde. Tegen Jamaica, de wedstrijd die Frankrijk met 8–0 won, scoorde rugnummer 11 van Frankrijk twee keer.
Bij de WK-eindronde in Brazilië, speelde Griezmann alle vijf duels van Les Bleus. Na het wereldkampioenschap speelde hij met het Franse elftal twee jaar vriendschappelijke interlands. Bondscoach Didier Deschamps nam hem op 12 mei 2016 op in de Franse selectie voor het EK 2016, in eigen land. Hierop bereikten zijn ploeggenoten en hij de finale, die ze met 0–1 verloren van Portugal. Griezmann werd met zes doelpunten topscorer van het toernooi. De UEFA verkoos hem na afloop ook tot beste speler van het EK.
Griezmann ging ook mee naar het WK 2018 in Rusland. Hier behaalde Frankrijk de finale, die met 4-2 gewonnen werd van Kroatië. Griezmann benutte er een penalty. Hij werd verkozen tot Man of The Match. Hij scoorde tijdens dit WK in totaal 4 doelpunten en kreeg de Bronzen Bal voor zijn prestaties op het toernooi.
Op het EK 2020 werd Frankrijk (met Griezmann) uitgeschakeld in de achtste finale tegen Zwitserland. Het werd uiteindelijk 3–3, maar Zwitserland won na het nemen van penalty's.
Op het WK 2022 in Qatar bereikte Frankrijk (met Griezmann) de finale tegen Argentinië, die met 3-3 eindigde na verlengingen. Uiteindelijk verloor Frankrijk in de strafschoppenserie met 4–2. Hij werd op 16 mei 2024 door Deschamps opgenomen in de Franse selectie voor het EK 2024 in Duitsland. Frankrijk overleefde een groep met Oostenrijk, Nederland en Polen en schakelde vervolgens België en Portugal uit, maar verloor in de halve finales met 2–1 van Spanje. Griezmann kwam op het toernooi in iedere wedstrijd in actie. Nadat hij in september 2024 nog meespeelde in de UEFA Nations League tegen Italië en België, maakte hij op 30 september 2024 bekend na 137 wedstrijden te stoppen als international.
| Interlands van Antoine Griezmann voor Frankrijk | Interlands van Antoine Griezmann voor Frankrijk | Interlands van Antoine Griezmann voor Frankrijk | Interlands van Antoine Griezmann voor Frankrijk | Interlands van Antoine Griezmann voor Frankrijk | Interlands van Antoine Griezmann voor Frankrijk |
| №                                               | Datum                                           | Wedstrijd                                       | Uitslag                                         | Competitie                                      | Goals                                           |
| Als speler bij Real Sociedad                    | Als speler bij Real Sociedad                    | Als speler bij Real Sociedad                    | Als speler bij Real Sociedad                    | Als speler bij Real Sociedad                    | Als speler bij Real Sociedad                    |
| ----------------------------------------------- | ----------------------------------------------- | ----------------------------------------------- | ----------------------------------------------- | ----------------------------------------------- | ----------------------------------------------- |
| 1                                               | 5 maart 2014                                    | Frankrijk – Nederland                           | 2 – 0                                           | Vriendschappelijk                               |                                                 |
| 2                                               | 27 mei 2014                                     | Frankrijk – Noorwegen                           | 4 – 0                                           | Vriendschappelijk                               |                                                 |
| 3                                               | 1 juni 2014                                     | Frankrijk – Paraguay                            | 1 – 1                                           | Vriendschappelijk                               | 82'                                             |
| 4                                               | 8 juni 2014                                     | Frankrijk – Jamaica                             | 8 – 0                                           | Vriendschappelijk                               | 77' 89'                                         |
| 5                                               | 15 juni 2014                                    | Honduras – Frankrijk                            | 0 – 3                                           | WK 2014                                         |                                                 |
| 6                                               | 20 juni 2014                                    | Frankrijk – Zwitserland                         | 5 – 2                                           | WK 2014                                         |                                                 |
| 7                                               | 25 juni 2014                                    | Ecuador – Frankrijk                             | 0 – 0                                           | WK 2014                                         |                                                 |
| 8                                               | 30 juni 2014                                    | Nigeria – Frankrijk                             | 0 – 2                                           | WK 2014                                         |                                                 |
| 9                                               | 4 juli 2014                                     | Frankrijk – Duitsland                           | 0 – 1                                           | WK 2014                                         |                                                 |
| Als speler bij Atlético Madrid                  |                                                 |                                                 |                                                 |                                                 |                                                 |
| 10                                              | 4 september 2014                                | Frankrijk – Spanje                              | 1 – 0                                           | Vriendschappelijk                               |                                                 |
| 11                                              | 11 oktober 2014                                 | Frankrijk – Portugal                            | 2 – 1                                           | Vriendschappelijk                               |                                                 |
| 12                                              | 14 oktober 2014                                 | Armenië – Frankrijk                             | 0 – 3                                           | Vriendschappelijk                               | 83'                                             |
| 13                                              | 14 november 2014                                | Frankrijk – Albanië                             | 1 – 1                                           | Vriendschappelijk                               | 73'                                             |
| 14                                              | 18 november 2014                                | Frankrijk – Zweden                              | 1 – 0                                           | Vriendschappelijk                               |                                                 |
| 15                                              | 26 maart 2015                                   | Frankrijk – Brazilië                            | 1 – 3                                           | Vriendschappelijk                               |                                                 |
| 16                                              | 29 maart 2015                                   | Frankrijk – Denemarken                          | 2 – 0                                           | Vriendschappelijk                               |                                                 |
| 17                                              | 7 juni 2015                                     | Frankrijk – België                              | 3 – 4                                           | Vriendschappelijk                               |                                                 |
| 18                                              | 13 juni 2015                                    | Albanië – Frankrijk                             | 1 – 0                                           | Vriendschappelijk                               |                                                 |
| 19                                              | 4 september 2015                                | Portugal – Frankrijk                            | 0 – 1                                           | Vriendschappelijk                               |                                                 |
| 20                                              | 7 september 2015                                | Frankrijk – Servië                              | 2 – 1                                           | Vriendschappelijk                               |                                                 |
| 21                                              | 8 oktober 2015                                  | Frankrijk – Armenië                             | 4 – 0                                           | Vriendschappelijk                               | 35'                                             |
| 22                                              | 11 oktober 2015                                 | Denemarken – Frankrijk                          | 1 – 2                                           | Vriendschappelijk                               |                                                 |
| 23                                              | 13 november 2015                                | Frankrijk – Duitsland                           | 2 – 0                                           | Vriendschappelijk                               |                                                 |
| 24                                              | 17 november 2015                                | Engeland – Frankrijk                            | 2 – 0                                           | Vriendschappelijk                               |                                                 |
| 25                                              | 25 maart 2016                                   | Nederland – Frankrijk                           | 2 – 3                                           | Vriendschappelijk                               | 6'                                              |
| 26                                              | 29 maart 2016                                   | Frankrijk – Rusland                             | 4 – 2                                           | Vriendschappelijk                               |                                                 |
| 27                                              | 4 juni 2016                                     | Frankrijk – Schotland                           | 4 – 0                                           | Vriendschappelijk                               |                                                 |
| 28                                              | 10 juni 2016                                    | Frankrijk – Roemenië                            | 2 – 1                                           | EK 2016                                         |                                                 |
| 29                                              | 15 juni 2016                                    | Frankrijk – Albanië                             | 2 – 0                                           | EK 2016                                         | 90'                                             |
| 30                                              | 19 juni 2016                                    | Zwitserland – Frankrijk                         | 0 – 0                                           | EK 2016                                         |                                                 |
| 31                                              | 26 juni 2016                                    | Frankrijk – Ierland                             | 2 – 1                                           | EK 2016                                         | 58' 61'                                         |
| 32                                              | 3 juli 2016                                     | Frankrijk – IJsland                             | 5 – 2                                           | EK 2016                                         | 45'                                             |
| 33                                              | 7 juli 2016                                     | Duitsland – Frankrijk                           | 0 – 2                                           | EK 2016                                         | 45+2' 72'                                       |
| 34                                              | 11 juli 2016                                    | Portugal – Frankrijk                            | 1 – 0                                           | EK 2016                                         |                                                 |
| 35                                              | 1 september 2016                                | Italië – Frankrijk                              | 1 – 3                                           | Vriendschappelijk                               |                                                 |
| 36                                              | 6 september 2016                                | Wit-Rusland – Frankrijk                         | 0 – 0                                           | WK-kwalificatie                                 |                                                 |
| 37                                              | 7 oktober 2016                                  | Frankrijk – Bulgarije                           | 4 – 1                                           | WK-kwalificatie                                 | 38'                                             |
| 38                                              | 10 oktober 2016                                 | Nederland – Frankrijk                           | 0 – 1                                           | WK-kwalificatie                                 |                                                 |
| 39                                              | 11 november 2016                                | Frankrijk – Zweden                              | 2 – 1                                           | WK-kwalificatie                                 |                                                 |
| 40                                              | 25 maart 2017                                   | Luxemburg – Frankrijk                           | 1 – 3                                           | WK-kwalificatie                                 | 37' (pen.)                                      |
| 41                                              | 28 maart 2017                                   | Frankrijk – Spanje                              | 0 – 2                                           | Vriendschappelijk                               |                                                 |
| 42                                              | 2 juni 2017                                     | Frankrijk – Paraguay                            | 5 – 0                                           | Vriendschappelijk                               | 77'                                             |
| 43                                              | 9 juni 2017                                     | Zweden – Frankrijk                              | 2 – 1                                           | WK-kwalificatie                                 |                                                 |

## Erelijst
| Competitie          |               |               |               |               |
| Competitie          | Aantal        | Jaren         |               |               |
| Real Sociedad       | Real Sociedad | Real Sociedad | Real Sociedad | Real Sociedad |
| ------------------- | ------------- | ------------- | ------------- | ------------- |
| Segunda División A  | 1x            | 2009/10       |               |               |
| Atlético Madrid     |               |               |               |               |
| UEFA Europa League  | 1x            | 2017/18       |               |               |
| UEFA Super Cup      | 1x            | 2018          |               |               |
| Supercopa de España | 1x            | 2014          |               |               |
| FC Barcelona        |               |               |               |               |
| Copa del Rey        | 1x            | 2020/21       |               |               |

| Competitie          | Winnaar       | Winnaar       | Runner-up     | Runner-up     | Derde         | Derde         |
| Competitie          | Aantal        | Jaren         | Aantal        | Jaren         | Aantal        | Jaren         |
| Frankrijk –19       | Frankrijk –19 | Frankrijk –19 | Frankrijk –19 | Frankrijk –19 | Frankrijk –19 | Frankrijk –19 |
| ------------------- | ------------- | ------------- | ------------- | ------------- | ------------- | ------------- |
| UEFA EK –19         | 1x            | 2010          |               |               |               |               |
| Frankrijk           |               |               |               |               |               |               |
| FIFA WK             | 1x            | 2018          | 1x            | 2022          |               |               |
| UEFA EK             |               |               | 1x            | 2016          |               |               |
| UEFA Nations League | 1x            | 2020/21       |               |               |               |               |

1 Musso ·
2 Giménez ·
3 Azpilicueta ·
4 Gallagher ·
5 De Paul ·
6 Koke  ·
7 Griezmann ·
8 Barrios ·
9 Sørloth ·
10 Correa ·
11 Lemar ·
12 Lino ·
13 Oblak ·
14 Llorente ·
15 Lenglet ·
16 Molina ·
17 Riquelme ·
19 Álvarez ·
20 Witsel ·
21 Galán ·
22 G. Simeone ·
23 Reinildo ·
24 Le Normand ·
Coach: D. Simeone
· Assistent-coach: López
· Assistent-coach: Vivas
1 Lloris  ·  
2 Debuchy ·
3 Evra ·
4 Varane ·
5 Sakho ·
6 Cabaye ·
7 Cabella ·
8 Valbuena ·
9 Giroud ·
10 Benzema ·
11 Griezmann ·
12 Mavuba ·
13 Mangala ·
14 Matuidi ·
15 Sagna ·
16 Ruffier ·
17 Digne ·
18 Sissoko ·
19 Pogba ·
20 Rémy ·
21 Koscielny ·
22 Schneiderlin ·
23 Landreau ·
Coach: Deschamps
1 Lloris  ·
2 Jallet ·
3 Evra ·
4 Rami ·
5 Kanté ·
6 Cabaye ·
7 Griezmann ·
8 Payet ·
9 Giroud ·
10 Gignac ·
11 Martial ·
12 Schneiderlin ·
13 Mangala ·
14 Matuidi ·
15 Pogba ·
16 Mandanda ·
17 Digne ·
18 Sissoko ·
19 Sagna ·
20 Coman ·
21 Koscielny ·
22 Umtiti ·
23 Costil ·
Coach: Deschamps
1 Lloris  ·  
2 Pavard ·
3 Kimpembe ·
4 Varane ·
5 Umtiti ·
6 Pogba ·
7 Griezmann ·
8 Lemar ·
9 Giroud ·
10 Mbappé ·
11 Dembélé ·
12 Tolisso ·
13 Kanté ·
14 Matuidi ·
15 Nzonzi ·
16 Mandanda ·
17 Rami ·
18 Fekir ·
19 Sidibé ·
20 Thauvin ·
21 Hernández ·
22 Mendy ·
23 Aréola ·
Coach: Deschamps
1 Lloris  ·
2 Pavard ·
3 Kimpembe ·
4 Varane ·
5 Lenglet ·
6 Pogba ·
7 Griezmann ·
8 Lemar ·
9 Giroud ·
10 Mbappé ·
11 Dembélé ·
12 Tolisso ·
13 Kanté ·
14 Rabiot ·
15 Zouma ·
16 Mandanda ·
17 Sissoko ·
18 Digne ·
19 Benzema ·
20 Coman ·
21 Hernández ·
22 Ben Yedder ·
23 Maignan ·
24 Dubois ·
25 Koundé ·
26 Thuram ·
Coach: Deschamps
1 Lloris  ·
2 Pavard ·
3 Disasi ·
4 Varane ·
5 Koundé ·
6 Guendouzi ·
7 Griezmann ·
8 Tchouaméni ·
9 Giroud ·
10 Mbappé ·
11 Dembélé ·
12 Kolo Muani ·
13 Fofana ·
14 Rabiot ·
15 Veretout ·
16 Mandanda ·
17 Saliba ·
18 Upamecano ·
19 Benzema ·
20 Coman ·
21 L. Hernández ·
22 T. Hernández ·
23 Aréola ·
24 Konaté ·
25 Camavinga ·
26 Thuram ·
Coach: Deschamps
1 Samba ·
2 Pavard ·
3 Mendy ·
4 Upamecano ·
5 Koundé ·
6 Camavinga ·
7 Griezmann ·
8 Tchouaméni ·
9 Giroud ·
10 Mbappé  ·
11 Dembélé ·
12 Kolo Muani ·
13 Kanté ·
14 Rabiot ·
15 Thuram ·
16 Maignan ·
17 Saliba ·
18 Zaïre-Emery ·
19 Fofana ·
20 Coman ·
21 Clauss ·
22 Hernández ·
23 Aréola ·
24 Konaté ·
25 Barcola ·
Coach: Deschamps